# Feldübung
Feldübungen sind Bestandteil der praktischen Ausbildung jener Techniker und Ingenieure, zu deren Berufsaufgaben Messungen im Freien und die Erhebung von zugehörigen Daten gehören. Es sind dies insbesondere Bauingenieure und Geodäten, Geo- und Kartografen sowie Forst- und Kulturtechniker. Eine Feldübung ist eine Sonderform der Übung.
Auch für die Ausbildung verwandter Berufe (Angewandte Geophysik, Hydro- und Geologie) finden Feldübungen statt, in größerem Ausmaß jedoch Laborübungen und fachliche Exkursionen.
Beispielsweise gehören in der Ausbildung von Geodäten und Vermessungsingenieuren folgende Themenkreise zu den mehrwöchigen Feldübungen:
1. Vermessungen zur Topografie und Geländeaufnahme
2. Erstellung von Handskizzen und Bauplänen
3. Grundlagen der Geologie und geotechnischer Messungen
4. Bau- und Katastervermessung, Grundstücksteilung
5. Luftbild-Interpretation und Photogrammetrie
6. einfache Aufgaben zu Landesvermessung und Astrogeodäsie
7. Global Positioning System und Datenerfassung für Geo-Informationssysteme.

In den Feldübungen für Bauingenieure sind die Themenkreise 1–2 verkürzt enthalten, 3 ausführlicher. Zusätzlich werden unter anderem Übungen zur Aufnahme von Fassaden, zu Entwerfen und Baukunst, zur Bodenmechanik und zur Statik durchgeführt.
Für Geologen und Hydrologen liegen Schwerpunkte der praktischen Ausbildung in der Bestimmung von Gesteinen und ihrer Parameter, in der Hydrogeologie, Petrografie und Geotechnik, in der Messung von Grundwasser und Immissionen, sowie in der Geomorphologie und Geodynamik.